# Jamrat El Hawa
Pour les articles homonymes, voir Hawa (homonymie).
Jamrat El Hawa (arabe : جمرة الهواء) ou Jamrat El Hwa, « braise de l'air » en français, est la période de l'année s'étendant, selon le calendrier berbère utilisé traditionnellement pour les récoltes, du 20 au 26 février. Elle est connue pour être marquée par une augmentation progressive de la température de l'air.